# Sentiero dei Principi
Il tragitto del Sentiero dei Principi è un noto percorso storico-naturalistico che coincide in parte col sentiero escursionistico 501, in piemontese anche detto: "Strà dij Prinsi".

## Storia
L'itinerario prende questo nome dalla data del 25 ottobre 1836, nella cui notte transitò un corteo che traslava 27 salme di nobili della famiglia Savoia dal duomo di Torino alla sacra di San Michele, fino alla Sacra di San Michele dove tuttora riposano.

## Tracciato
Il sentiero dei Principi è una strada sterrata che dalla frazione Mortera del comune di Avigliana porta alla sacra di San Michele nel territorio del comune di Sant'Ambrogio di Torino passando per la zona della Cascina Pogolotti in regione “Pian di Fan”, passando sotto al monte Ciabergia.

## Attività
Annualmente, la sera vigilia di Natale, la sera del 24 dicembre, parte una fiaccolata dalla frazione Mortera che attraverso il Sentiero dei Principi, arriva alla Sacra di San Michele per la celebrazione della Santa Messa della Notte di Natale. 